# Firequest
Firequest, anche scritto Fire Quest ("alla ricerca del fuoco"), è un videogioco pubblicato nel 1984 dalla The Edge per Commodore 64, con protagonista il cavernicolo Ugh che tenta di ottenere il fuoco. Nella schermata iniziale è sottotitolato The Further Adventures of Ugh ("le ulteriori avventure di Ugh") in riferimento al precedente Ugh! della Softek, di cui The Edge era un'etichetta.

## Modalità di gioco
Si tratta di un videogioco a piattaforme composto da 7 livelli a schermata fissa. Se prima di iniziare una partita si attende, una modalità demo mostra un'anteprima di tutti i livelli.
Ugh si muove su piattaforme di forma irregolare e scale verticali, può saltare e appendersi a liane, e deve evitare pericoli di vario tipo tra cui ragni giganti, lava, fulmini e precipizi.
L'obiettivo in ogni livello è variabile, dal semplice raggiungimento dell'uscita alla raccolta e uso di oggetti, ad esempio trasportare legna per il fuoco.
Descrizioni dei livelli:
1. Avvicinamento al vulcano; si deve soltanto attraversare la schermata evitando i ragni e altri pericoli.
2. Trasporto della legna alla base del vulcano; si deve fare la spola più volte da un lato all'altro della schermata, evitando fiammate e altro.
3. Salita sul vulcano per prendere il fuoco; si devono raccogliere uno alla volta rami alla base del monte e posizionarli in verticale per usarli come scalette di collegamento tra le piattaforme, altrimenti non accessibili. Nel frattempo getti e colate di lava possono eliminare i rami posizionati, oltre a uccidere Ugh.
4. Raccolta di altra legna per il fuoco acceso davanti alla caverna di Ugh; anche qui si deve fare la spola tra due punti, evitando fulmini e altro.
5. Dentro la caverna con una torcia, bisogna inseguire e uccidere i ragni, ora innocui, evitando però un pipistrello.
6. Un'altra zona della caverna, che dev'essere soltanto attraversata, evitando lava e altro, anche aggrappandosi a stalattiti scivolose.
7. In una galleria vista in prospettiva tridimensionale, una tigre dai denti a sciabola corre per aggredire Ugh, e si deve soltanto lanciare una pietra al momento giusto per farle cadere addosso una stalattite.

La colonna sonora è tratta da musiche classiche di vari compositori tra cui Bach e Carulli.